# Emil Poulsen
Emil Poulsen (fulde navn Christian Emil Poulsen) (født 9. juli 1842 i København, død 8. juni 1911 i Helsingør) var en kgl. dansk skuespiller og titulær professor. Poulsen er blevet beskrevet som en fremragende karakterskuespiller og sceneinstruktør, der spillede et meget omfattende repertoire. Han var far til Johannes Poulsen og Svenn Poulsen og bror til Olaf Poulsen.
Emil Poulsen var søn af postbud Poulsen, blev student fra Metropolitanskolen 1860 og tog filosofikum året efter. Han studerede klassisk filologi, debuterede på Det Kongelige Teater 1867 som Erasmus Montanus, blev kgl. skuespiller 1880, sceneinstruktør 1893 og tog afsked fra teatret 1900, hvorefter han var æstetisk konsulent ved Dagmarteatret 1906-1909. Han var Ridder af Dannebrog og Dannebrogsmand.
Han var gift med Anna, født Næser 8. marts 1849 i København, datter af kaptajn i Søetaten J.A.K. Næser og hustru, født Schønberg. Han er begravet på Frederiksberg ældre kirkegård.

## Hovedroller
- Gert Westphaler i Ludvig Holbergs Mester Gert Westphaler eller Den meget talende barber
- Nikolas Arnessøn i Henrik Ibsens Kongsemnerne
- Bertran de Born i Ernst von der Reckes Bertran de Born
- Arnolphe i Molières Fruentimmerskolen
- Leander i Molières Maskeraden
- Prins Julian i Henrik Hertz' Amanda
- Peter i Thomas Overskous Capriciosa
- Ejbæk i Jens Christian Hostrups Eventyr paa Fodrejsen
- Ambrosius Stub i Chr. K.F. Molbechs Ambrosius
- Prinsen i Holger Drachmanns Der var engang —
- Prins Henrik i William Shakespeare Kong Henrik IV
- Biskop Popo i Adam Oehlenschlägers Palnatoke;
- Biskop Rudolf i Oehlenschlägers Dronning Margareta
- Knud i Oehlenschlägers Axel og Valborg
- Hertug Abel i Oehlenschlägers Erik og Abel
- Shylock i Shakespeares Købmanden i Venedig
- Anders Lundestad i Ibsens De Unges Forbund
- Konsul Berniek i Ibsens Samfundets Støtter
- Advokat Helmer i Ibsens Et Dukkehjem
- Kong Erik i Heise og Richardts opera Drot og Marsk
- Hjalmar Ekdal i Ibsens Vildanden
- Ejlert Løvborg i Ibsens Hedda Gabler
- Alfred Almers i Ibsens Lille Eyolf
- Borkmann i Ibsens John Gabriel Borkmann
- Tartuffe i Molières Tartuffe
- Alceste i Molières Misantropen
- De Ryons i Alexandre Dumas d.y.'s Damernes Ven
- Sannæs og Advokat Berent i Bjørnstjerne Bjørnsons En Fallit
- Tygesen i Bjørnsons Geografi og Kærlighed
- Malcolm i Drachmanns Puppe og Sommerfugl
- Ali i Drachmanns Ved Bospenis
- Ridder Peder i Drachmanns Middelalderlig
- Vølund Smed i Drachmanns Vølund Smed
- Garman i Alexander Kiellands Garman & Worse
- Han i Otto Benzons Surrogater
- Arthur Hansen i Benzons En Skandale

- Gravsten på Frederiksberg Ældre Kirkegård
- Buste udført af Louis Hasselriis